# Francisco Jiménez de Cisneros
Francisco Jiménez de Cisneros, tijdens zijn leven bekend als Ximenes de Cisneros O.F.M. (Torrelaguna (nu Madrid), 1436 – Roa, 8 november 1517) was een Spaans staatsman onder de katholieke koningen en was kardinaal van de Rooms-katholieke kerk.

## Biografie
Kardinaal Cisneros' leven viel samen met een dynamische periode in de geschiedenis van Spanje tijdens het koningschap van Ferdinand II van Aragón en Isabella I van Castilië, toen het land een reeks hervormingen onderging. Na deze periode, tijdens de golden age of empire (1500-1700) speelde Spanje – mede dankzij Cisneros' inzet – in internationaal politiek opzicht een belangrijke rol. Modern historicus John Elliott schreef dat als er enkele programma's hebben bijgedragen aan Spanjes opkomst "het die van Ferdinand en kardinaal Cisneros waren"[2]

## Opkomst van Cisneros
Gonzalo Jiménez de Cisneros werd geboren uit een arme familie in Torrelaguna in Castilië in 1436 en studeerde in Alcalá de Henares en in Salamanca. In 1459 reisde hij af naar Rome om aldaar als consistoriaal advocaat te gaan werken. Aldaar kwam hij onder de aandacht bij paus Pius II. Hij keerde in 1465 naar Spanje terug met een brief van de paus die hem het recht op het eerste vrijkomende beneficie gaf. Dat bleek Uzeda te zijn, waar aartsbisschop Carillo van Toledo hem echter tegenwerkte door de brief niet te accepteren omdat hij een van zijn eigen getrouwen op die post wilde zetten. Toen Cisneros toch aandrong werd hij daarvoor in de gevangenis gezet. Zes jaar lang bleef Cisneros het daar volhouden, onderwijl zijn aanspraak op het beneficie volhoudende, terwijl Carillo had aangegeven dat hij vrij was om te gaan zodra hij zijn aanspraak zou opgeven. In 1480 gaf Carillo toe aan Cisneros' overtuiging en deed hem een beneficie toekomen, wat hij echter vrijwel onmiddellijk inwisselde voor het kapelaanschap in Sigüenza onder kardinaal Pedro González de Mendoza, de bisschop van Sigüenza, die hem prompt tot vicaris-generaal van zijn bisdom maakte.
In Sigüenza kreeg Cisneros veel waardering voor zijn werk en leek hij aldus op weg naar een succesvolle carrière binnen de clerus, totdat hij in 1484 als achtenveertigjarige besloot om toe te treden tot de franciscanenorde. Hij gaf al zijn wereldlijke eigendommen op en veranderde zijn doopnaam van Gonzalo in Francisco. Hij trad in in het franciscanenklooster van San Juan de los Reyes nabij Toledo, destijds recentelijk gesticht door Ferdinand II van Aragon en Isabella van Castilië. Niet tevreden met het normale gebrek aan comfort voor een kloosterbroeder, sliep Cisneros vrijwillig op de vloer, verdubbelde hij zijn vasten en ontzegde zich over het algemeen elk enthousiasme. Zo bleef hij overigens voor de rest van zijn leven, zelfs op het hoogtepunt van zijn macht, in zijn privéleven ronduit ascetisch.
Hij trok zich terug in het geïsoleerde klooster van Onze Vrouwe van Castanar en bouwde aldaar een hut in de naburige bossen waarin hij bij tijd en wijle leefde, later nog werd hij wachter bij een klooster in Salzeda. Ondertussen echter was De Mendoza (inmiddels aartsbisschop van Toledo) hem niet vergeten, en beval hem in 1492 aan bij Isabella als haar biechtvader. Jimenez accepteerde de post op voorwaarde dat hij in zijn gemeenschap zou mogen blijven leven, en alleen op het hof hoefde te verschijnen als er om hem gevraagd werd. De positie was politiek gezien belangrijk, aangezien Isabella hem niet alleen in privéaangelegenheden om advies vroeg, maar ook voor staatszaken. Door zijn strikte houding verkreeg Cisneros al gauw aanzienlijke invloed op Isabella, en werd hij aldus in 1494 tot provinciaal van zijn orde voor Spanje benoemd. Kardinaal de Mendoza stierf in 1495, en Isabella had intussen van de paus een bul verkregen die Cisneros tot Mendoza's aartsdiocees van Toledo benoemde, het rijkste en belangrijkste diocees in Spanje. Bij deze positie hoorde eveneens de post van kanselier van Castilië. Isabella probeerde hem te verrassen door hem de bul persoonlijk te overhandigen, maar Cisneros reageerde niet zoals zij verwacht had. Daarentegen vluchtte hij weg en moest binnen gehouden worden door Isabella's wachters, waarna hij gedwongen werd de positie te accepteren. Desondanks behield Cisneros zijn eenvoudige levensstijl; dit terwijl een bericht uit Rome hem opriep om er een levensstijl op na te houden die bij zijn rang paste. De uiterlijke praal verhulde echter louter zijn innerlijke ascese.

## Hervormer en Bijbelpromotor

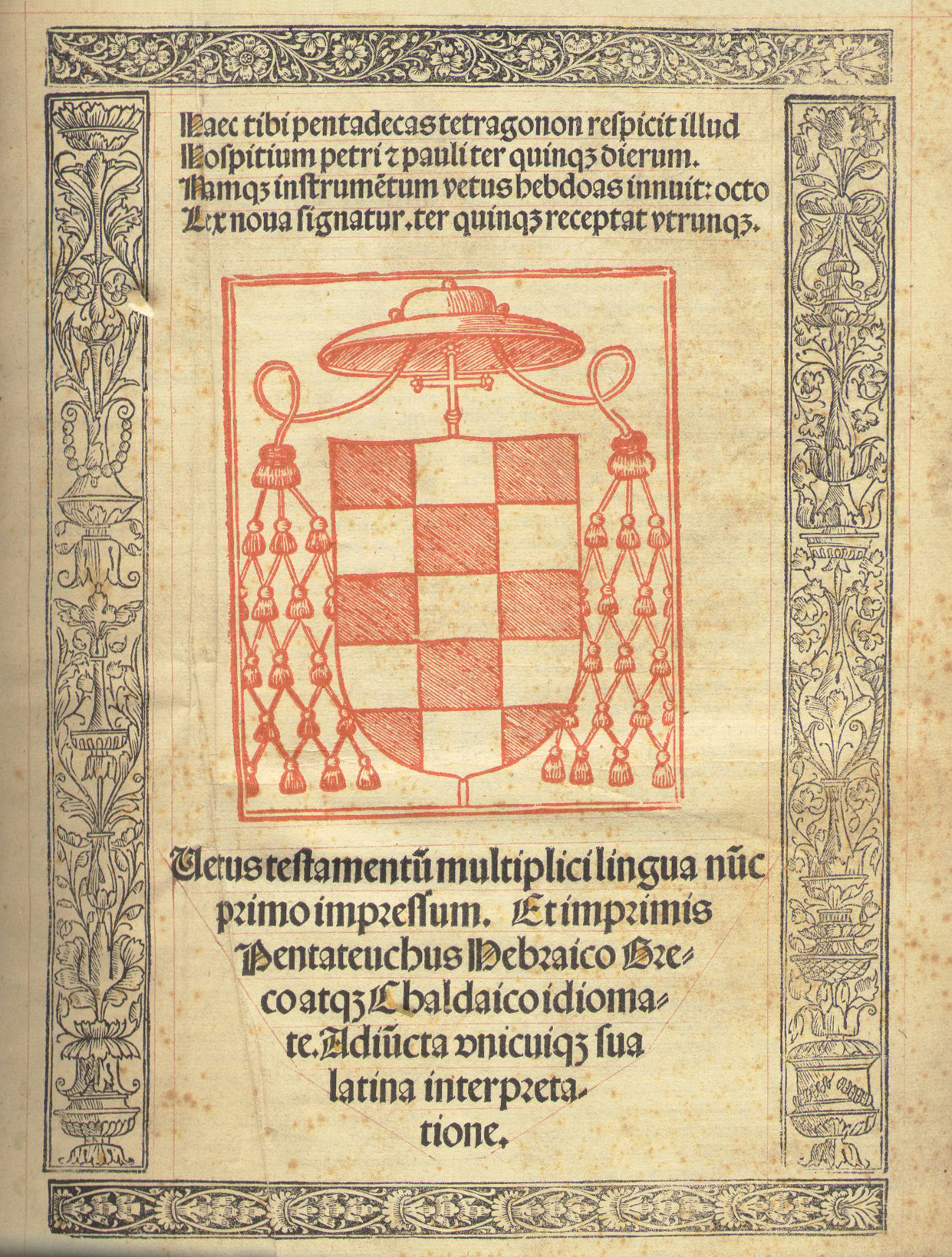
Titelpagina van de originele Biblia Polyglotta Complutense, met het wapen van Cisneros.

Vanuit een nederige achtergrond steeg Cisneros door de rangen van de kerk en werd uiteindelijk een religieus hervormer, tweemaal regent van Spanje (samen met de latere paus Adrianus VI), kardinaal, grootinquisiteur en oprichter van de Complutense Universiteit van Madrid. In literaire kringen is hij het best bekend voor het op touw zetten van de Biblia Complutense Polyglotta, de eerste gedrukte polyglotbijbel, die op zijn initiatief tot stand kwam (1514-1517).

## Hervorming, opstand en kruistochten
Vanaf zijn nieuwe positie begon Cisneros de franciscanenorde in Spanje te hervormen. De ingezworen broeders dienden hun gebruik van het hebben van "vrouwen" (of concubines) op te geven, ze dienden te resideren in de parochie waar ze zouden moeten werken, de biecht af te nemen en elke zondag te prediken. Dit alles resulteerde in sterke oppositie. In het jaar 1498 werd de hervorming uitgebreid zodat deze ook alle andere religieuze orden zou gaan omvatten. De tegenstand was zo sterk dat vierhonderd monniken en broeders hun biezen pakten en naar Noord-Afrika vluchtten met hun "vrouwen" en aldaar moslim werden. De minister-generaal van de orde zelf ging naar Rome om zich met de hervormingen te bemoeien, maar de strikte en weinig flexibele Jimenez, met de invloed van een machtige koningin achter zich, hield vast aan zijn overtuigingen.
In 1499 vergezelde Cisneros het hof van de Spaanse Inquisitie naar Granada en voegde zich daar bij aartsbisschop Talavera in diens initiatieven om de Moren te bekeren tot het christendom. Talavera had tot dan toe de meer vriendelijke methode van langzame bekering middels educatie gebruikt, maar Cisneros ging verder met een iets directere aanpak. Hij dwong de Moren tot massale bekeringen en verordende de verbranding van alle Arabische manuscripten die niet met de geneeskunde van doen hadden. De verontwaardiging van de niet bekeerde mudejares groeide uit tot een open opstand die bekend werd als de "eerste rebellie van de Alpujarras". De opstand werd echter neergeslagen en de mudejaren kregen de keuze tussen bekering of verbanning. De meerderheid stemde erin toe zich te laten dopen en in 1500 rapporteerde Cisneros dat "er nu niemand in de stad is, die geen christen is, en alle moskeeën zijn kerken". Hiermee had hij echter een niet oplosbaar probleem gecreëerd dat niet zou eindigen totdat in 1609 alle morisco's uit Spanje werden verbannen. De moslims zouden zich Cisneros hierdoor herinneren als een tiran.
Op 26 november 1504 stierf Isabella. Ferdinand maakte aanspraak op de troon tegen zijn schoonzoon Filips I van Castilië, waarbij Cisneros hielp te onderhandelen in de onenigheid waaruit het akkoord van Salamanca zou voortkomen, waarmee Filips koning van Castilië werd. Toen deze laatste echter stierf in 1506, bevond Ferdinand zich in Napels en Cisneros zette derhalve een regentschap op tijdens zijn afwezigheid, waarbij hij tevens een complot wist te stoppen waarmee een groep hoge edellieden de troon trachtten over te nemen. Als dank voor zijn loyaliteit maakte Ferdinand Cisneros tot grootinquisiteur van Castilië en León in 1507 en bezorgde hem de kardinaalshoed.
Het volgende grote evenement in het leven van de nu kardinaal was de kruistocht tegen de Moorse stad Oran in Noord-Afrika, waarbij hij in zijn religieuze overtuiging werd bijgestaan door Ferdinands uitzicht op politiek en materieel gewin. Een eerste expeditie, de uitgerust werd op kosten van Cisneros zelf, veroverde in 1505 de Arabische havenstad Mers-el-Kebir (Spaans: Mazalquivir), terwijl op 16 mei 1509 een krachtige zeemacht – geleid door de inmiddels zeventigjarige Cisneros zelf – vanuit de haven van Cartagena vertrok richting Noord-Afrika, waarna de rijke stad Oran in slechts één dag in Spaanse handen viel. Cisneros keerde terug naar Spanje en probeerde van de koning de kosten van de expeditie terug te krijgen en zo een hernieuwde expeditie te financieren. Hoewel Ferdinand zich weliswaar tevreden toonde met de behaalde veroveringen, was hij geenszins van plan de plannen van Cisneros voor een grotere kruistocht tegen Noord-Afrika te financieren, aangezien zijn voornaamste interesse op dat moment uitging naar zijn Italiaanse gebieden. In diezelfde jaren had de krijgszuchtige paus Julius II, uit angst voor de groeiende macht van Frankrijk, namelijk de oorlog verklaard aan koning Lodewijk XII. Om zich te verdedigen had de paus de Heilige Liga (oktober 1511) in het leven geroepen, bestaande uit een alliantie van de Venetiaanse Republiek, de Helvetische Confederatie, Engeland en Spanje. De voorkeur van koning Ferdinand ging er derhalve naar uit om de Heilige Stoel te verdedigen, in plaats van oorlog te voeren met de moslims in Noord-Afrika. Gedurende deze lange historische episode bleef Cisneros altijd vierkant achter deze enigszins controversiële paus staan, en steunde al diens beslissingen.

## Een tweede regentschap

Wapen van Cisneros

Op 28 januari 1516 stierf de Spaanse koning. Gezien zijn onbetwistbare trouw aan de Aragonese Kroon, werd hem voor de tweede maal het regentschap over Castilië toevertrouwd, ditmaal in naam van de pas zestien jaar oude Karel van Habsburg (de toekomstige keizer Karel V, die ook koning van Spanje was). Hier tegenin kwam echter het protest van Adriaan van Utrecht (de toekomstige paus Adrianus VI), die van Karel zelf de titel van regent had verkregen, en door hem naar Spanje was gestuurd. Een commissie van juristen erkende de rechtmatigheid van de claim van Cisneros, die echter het regentschap met Adriaan zou delen.
Hoewel de regenten aanvankelijk erin slaagden om het koninkrijk middels een gedetermineerd en haast despotisch bestuur in bedwang te houden, zorgden de turbulente Spaanse adel en de niet zeer geliefde Vlaamse raadslieden ervoor dat hun positie onder druk kwam te staan. De inmiddels bejaarde prelaat was gedwongen met ijzeren vuist de onder zijn gezag vallende gebieden te besturen, en moest hiervoor enkele malen drastische beslissingen nemen om de Spaanse troon te verdedigen, waarbij hij er niet voor terugdeinsde om naar de wapens te grijpen. Daar het Spaanse hof in Guadeloupe doordrenkt was met jaloezieën en intriges, besloot Cisneros om het geheel naar Madrid over te brengen. Deze stad, in het midden van het Iberisch Schiereiland, werd door latere regenten en koningen bevestigd als hoofdstad van Spanje. Het regerende duo beschermde de interesses van de jonge Karel tegen die van Ferdinand I (die Karel V in 1556 op zou volgen als keizer van het Heilige Roomse Rijk), die wel in Spanje geboren was en zich op niet legitieme wijze de erfenis van zijn grootouders van moederskant wilde doen toekomen. Hoewel Cisneros tegen verplichte dienst in het leger was, en liefst geen onervaren boeren in zijn legers zag, organiseerde hij een heuse volksmilitie. Deze gente de ordenanza werd door hem gebruikt om de orde te bewaren in het uitgestrekte rijk. Cisneros hervormde vervolgens de lokale administratieve autoriteiten en nam ook de financiële leiding in handen. Hij organiseerde de Spaanse schatkist en toonde zich hierbij een bekwaam boekhouder en groot administrateur.
Na het hoofd te hebben geboden aan enkele mislukte staatsgrepen door Vlamingen en de Spaanse adel, bewees Cisneros nogmaals zijn diplomatieke kunnen in een kwestie over het hertogdom Medina-Sidonia. Met even vaste hand smoorde hij de boerenopstanden van Málaga, Valladolid, Burgos en Salamanca in de kiem. Hij werkte vaak samen met prins Alfons V van Portugal, die door Ferdinand tot regent van Aragon benoemd was, om enkele belangrijke nationale kwesties in de hand te houden. Tegelijkertijd diende hij echter slag te leveren met islamitische piraten, die hem in dienst van de Ottomaanse vloot van Suleiman de Grote – en geleid door de onoverwinnelijke piraat Barbarossa – enkele zware nederlagen toebrachten, en vele Spaanse overzeese bezittingen voor de Arabische wereld heroverden. (Hierbij valt te denken aan de val van Algiers in 1515). Op het gebied van de buitenlandse politiek bleef de bejaarde prelaat enerzijds de diplomatie van de overleden koning Ferdinand volgen, zeker ten opzichte van de machtigste buren van het land, Frankrijk en Engeland. Anderzijds beschermde Cisneros de rijke Italiaanse bezittingen tegen andere Europese machthebbers. Hij wist een gevaarlijke alliantie tussen Frankrijk en Portugal te voorkomen, die Castilië grote schade berokkend zou kunnen hebben. Als in 1516 Johannes van Albret, de verbannen koning van Navarra, probeert om zijn domeinen terug te krijgen, wordt hij door Cisneros verslagen. Deze maakt gebruik van zowel zijn eigen troepen, als wel die van de koning Frans I van Frankrijk. Hij schonk ook de nodige aandacht aan zaken die met de Nieuwe Wereld van doen hadden. Zo organiseerde hij een expeditie van missionarissen (voornamelijk franciscanen) om de inheemse bevolking te bekeren (1500, 1502, 1508). Hij stuurde zelfs een van zijn persoonlijke getrouwen, de broeder Francisco Ruiz, die missionaris werd op de Antillen. Cisneros veroordeelde het wanbestuur van Columbus in de Amerika's, en keurde op duidelijke toon de slavernij af, waarna hij normen vaststelde om het welzijn van de inheemse bevolking te beschermen. Later stuurde hij in een poging om de netelige kwestie van de encomiendas op te lossen drie missionarissen – Bernardino de Manzanedo, Luis de Figueroa en Alonso de Santo Domingo – met de precieze instructie om de dorpjes van de Indios en de administratie van de nieuwe gebiedsdelen te reorganiseren. Als regent van Castilië steunde hij ten slotte de aanklachten tegen, en excommunicaties van protestanten, die op dat moment in Noord-Europa mensen aan het bekeren waren. Op eigen initiatief nam Cisneros de eerste maatregelen om Spanje buiten de tumultueuze expansie van de lutheraanse hervormingen te houden.

## Een bitter einde

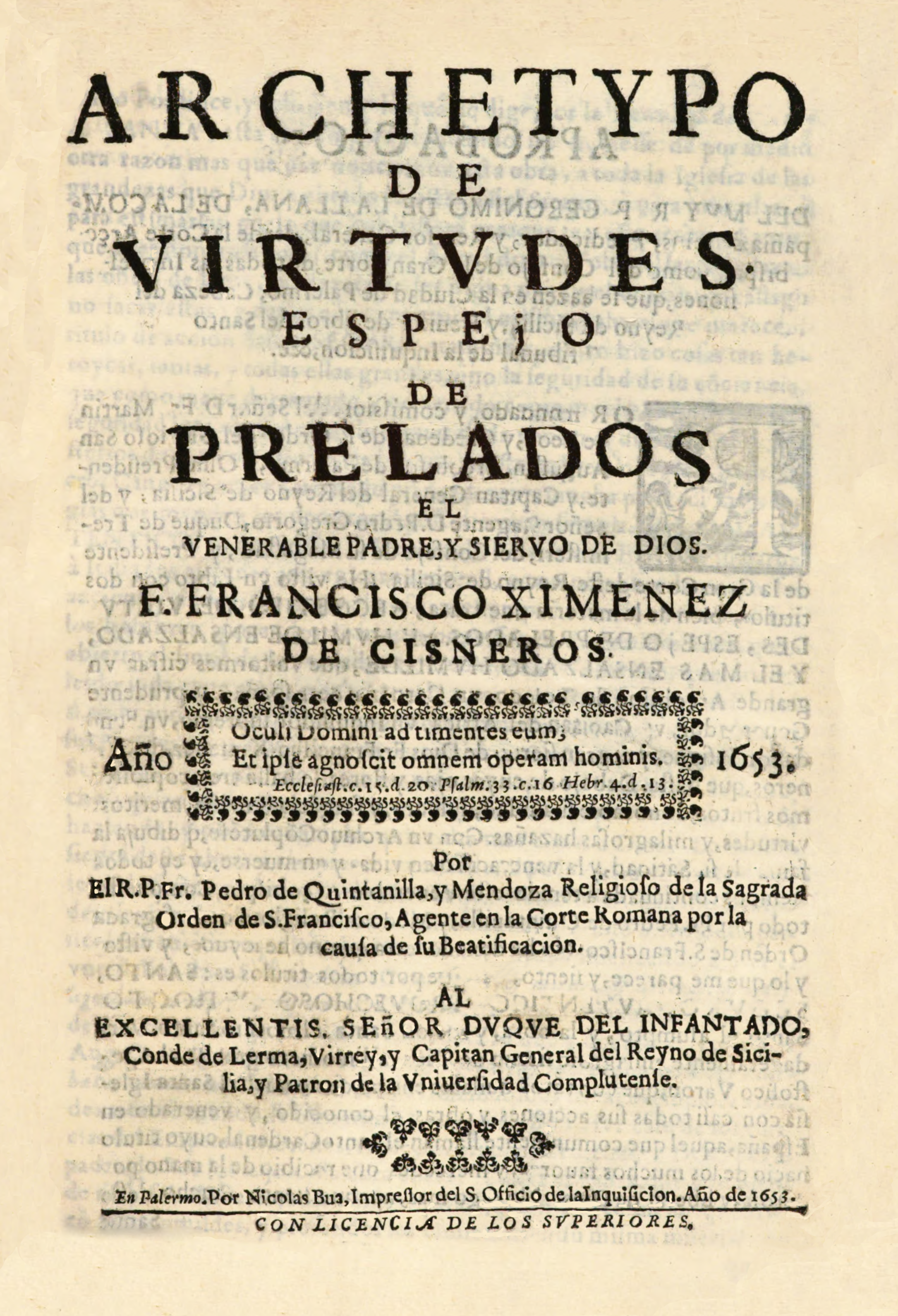
"Archetypo de virtudes" (Pedro de Quintanilla y Mendoza, 1653).

Toen in september 1517 Karel V in Asturië voor de eerste maal voet op Spaanse bodem zette, haastte Cisneros zich om de koning tegemoet te reizen. Tijdens de reis werd hij echter op verdachte wijze ernstig ziek (de Encyclopædia Britannica van 1911 schrijft over een mogelijke “vergiftiging”). Tijdens zijn ziekbed ontving hij een brief van Karel waarin deze Cisneros koeltjes bedankte voor zijn trouwe diensten, en hem vrijliet om naar zijn diocees terug te keren. Verbitterd vanwege de wijze waarop de koning hem van zijn positie ontdaan had, maar vooral ook verzwakt door zijn ascetische levensstijl en zijn drukke leven aan het roer van de Spaanse gebieden, stierf Cisneros in een klooster in de plaats Roa (nabij Burgos) op 8 november 1517, kort na zijn ontslag, op 81-jarige leeftijd. De grootse begrafenisdienst werd gevierd in de kathedraal van Sint-Justus in Alcalá de Henares, waar hij ook begraven werd. Op zijn sarcofaag is het volgende epitaaf te vinden:
Ik, Franciscus, die de muzen een Hogere School heeft laten bouwen,
Rust nu in deze kleine sarcofaag.
Ik heb het purper aan de habijt verbonden, en de helm aan de kardinaalshoed,
Broeder, commandant, minister, kardinaal,
Ik heb, zonder het te verdienen de kroon aan de mantel verbonden
 Toen geheel Spanje mij gehoorzaamde als ware ik een Koning.— Francisco Jiménez de Cisneros
Kort na zijn dood werd de kardinaal voorgedragen voor heiligverklaring, waaraan men al vanaf 1530 begon te werken. In de 18e eeuw werd hier nogmaals een impuls aan gegeven, maar het kwam nooit tot een daadwerkelijke heiligverklaring. Niettemin wordt Cisneros tegenwoordig nog als een heilige vereerd in verschillende delen van Spanje.

## Hervormingen en werken
Kardinaal Cisneros was een stoutmoedig en gedetermineerd politicus. Streng en weinig flexibel, en beschikkend over een bevooroordeeldheid die neigde naar arrogantie, lukte het hem altijd om zijn plannen tot een succesvol einde te brengen. Dit overigens wel met een klein oogje voor eigen voordeel, en dat van zijn naasten. In een tijd waarin de clerus door en door corrupt en mondain was, was Cisneros desondanks een lichtend moreel voorbeeld. Hij zette zich ook in voor zijn naasten in de zin dat hij op eigen kosten enkele weldoende instituten in zijn diocees onderhield. Zijn tijd besteedde hij aan religie en staatszaken, terwijl zijn enige eigenlijke passie het debat omtrent de theologie en de religieuze leer was.

### De universiteit van Alcalá de Henares
Tegenwoordig bekend onder de naam “Universidad Complutense de Madrid”, werd dit instituut tussen 1499 en 1500 opgericht, en in 1508 geopend. Geheel gefinancierd door Cisneros zelf en door hem ook sterk bevorderd, verkreeg ze al gauw een goede naam. Enkele van de grootste theologieprofessoren van hun tijd werden naar de nieuwe universiteit gehaald, in het bijzonder vanuit Parijs, Bologna en Salamanca. Dagelijks begaven zich meer dan 7000 studenten binnen haar muren en ook bij de religieuze orden werd ze danig populair, dat dezen (met uitzondering van de benedictijnen) in Alcalá eigen, aan de universiteit verbonden, instituties openden. In 1836 werd het academische centrum verplaatst naar Madrid en werden de dure gebouwen verlaten, tot aan de oprichting van de moderne Universiteit van Alcalá de Henares.

## Voetnoten
1. ↑  tenminste volgens Catholic Encyclopedia. Gearchiveerd op 15 mei 2023.

- Biblioteca Nacional de España: XX1137193
- Bibliothèque nationale de France: cb12073336f (data)
- Catàleg d'autoritats de noms i títols de Catalunya: 981058521707906706
- Gemeinsame Normdatei: 118712152
- International Standard Name Identifier: 0000 0001 2282 6450
- Library of Congress Control Number: n80093618
- Nationale Bibliotheek van Tsjechië: jx20041208006
- Nationale bibliotheek van Australië: 36419763
- Nationale Bibliotheek van Israël: 987007263583505171
- Nationale Bibliotheek van Polen: a0000001236012
- Nederlandse Thesaurus van Auteursnamen: 07264463X
- Istituto Centrale per il Catalogo Unico: PARV365783
- LIBRIS: 372926
- SNAC: w6kk9b0h
- Système universitaire de documentation: 029019680
- Trove: 1255375
- Union List of Artist Names: 500315892
- Virtual International Authority File: 86852237
- WorldCat: E39PBJvHhjFHYjM3PTRHJ6jpyd